# 카자마 유노
카자마 유노(일본어: 風間 柚乃 かざま ゆの[*], 5월 1일 - )는 다카라즈카 가극단 츠키구미에 소속된 남역 스타이다.
도쿄도 시나가와구, 아오야마가쿠인 고등부 출신이다. 키 169cm, 혈액형 B형, 애칭은 "오다칭", "유노", "카자마"이다.

## 약력
2012년, 다카라즈카 음악학교에 입학하였다.
2014년, 다카라즈카 가극단 100기생으로 입단. 츠키구미 공연 「다카라즈카오도리／내일에의 지침／TAKARAZUKA 화시집100!!」으로 초무대를 했다.
2015년, 구미마와리를 거쳐 츠키구미에 배속되었다.
연기에 실력이 있어, 일찍부터 주목을 받아 2018년, 「컴퍼니」에서 신인공연 첫 주연을 맡았다. 같은 해, 마나키 레이카 퇴단 공연 「엘리자베트」에 루돌프 역에 야쿠가와리(役替わり)로 연기하였고, 신인공연에서는 광언을 퍼트리는 대역 루케니 (본역 : 츠키시로 카나토)에 발탁되었다. 니반테 스타 미야 루리카가 휴연 했을 때에는 미야의 대역으로서 츠키시로가 프란츠 역을 연기 했을때, 츠키시로의 대역으로 본공연에서도 루케니 역을 연기했다.
2019년, 타마키 료ㆍ미소노 사쿠라 톱 콤비 대극장 오히로메 공연 「몽현무쌍」으로, 두번째 신인공연 주연을 맡았다. 이어서 「체 게바라」 (일본청년관/드라마시티 공연)에서 출연 예정이었던 츠키시로의 휴연에 의해, 니반테 격인 피델 카스트로 역에 발탁되었다. 전과 이사인 토도로키 유와 공동 출연을 해냈다.
2021년, 「LOVE AND ALL THAT JAZZ」로 바우홀 공연 첫 주연을 했다.

## 인물
아버지는 프로 골퍼 오다테 토시아키, 고모는 배우 나츠메 마사코, 시고모도 배우 타나카 요시코이다.
어려서부터 운동 신경이 뛰어나, 단거리 달리기를 잘했다.
초등학교 때, 츠키구미 톱스타 세나 준의 무대를 보고 마음을 빼앗겨 망설임 없이 다카라젠느에 뜻을 두었다.

## 출연 이벤트
- 2014년 4월, 다카라즈카 가극 100주년 꿈의 제전『시간을 달리는 제비꽃들』 (돈부라코 코러스)
- 2019년 1월, 『연극인제』 (외부출연)

## CM출연
- 2021년 10월 - , 다이킹 공업 『우루사라X』

## 수상이력
- 2018년, 『한큐스미레회 팬지상』 - 신인상
- 2019년, 『다카라즈카 가극단 연도상』 - 2018년도 신인상
- 2022년, 『다카라즈카 가극단 연도상』 - 2021년도 아티스트상